# 1601 год в науке
В 1601 году произошли различные научные и технологические события, некоторые из которых представлены ниже.

## События
- 1 января — этот день 1601 года используется, согласно стандарту ANSI, как опорная дата в форматах данных различных программных систем — Windows, Кобол и другие[1].
- 26 августа  голландский мореплаватель и пират Оливье ван Ноорт успешно завершил своё трёхлетнее кругосветное путешествие, в результате чего была создана могущественная «Голландская Ост-Индская компания»[2].

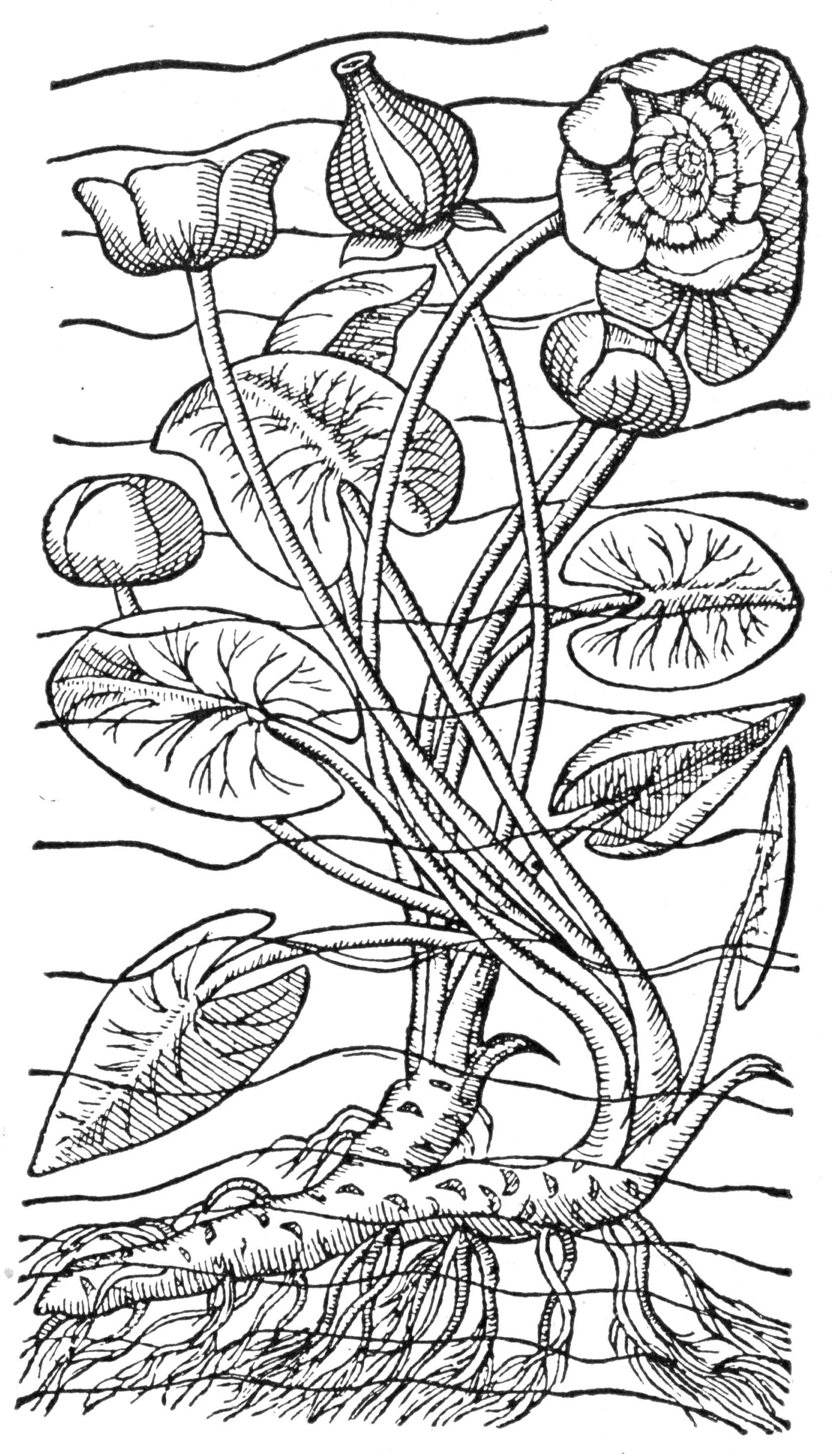
Кубышка жёлтая. Иллюстрация из работы «Rariorum Plantarum Historia»

- Иоганн Кеплер назначен придворным математиком императора Священной Римской империи Рудольфа II вместо скончавшегося Тихо Браге.

## Публикации
- Карл Клузиус, крупнейший европейский ботаник XVI — начала XVII веков, опубликовал трактат «История редких растений» (лат. Rariorum Plantarum Historia). В издание он включил первую в мире монографию о грибах (Кодекс Клузиуса), за что считается «отцом микологии»[3].

## Родились
См. также: Категория:Родившиеся в 1601 году
- 17 августа — Пьер Ферма, французский математик, автор Великой теоремы Ферма, один из основоположников математического анализа, теории чисел и теории вероятностей (умер в 1665 году).
- 7 октября — Флоримон де Бон, французский математик, друг и комментатор Декарта (умер в 1652 году).

## Скончались
См. также: Категория:Умершие в 1601 году
- 31 августа — Джан Винченцо Пинелли, итальянский учёный, друг и учитель Галилея (род. в 1535 году).
- 24 октября — Тихо Браге, датский астроном, из наблюдений которого Иоганн Кеплер вывел законы движения планет (род. в 1546 году).